# El mito y el hombre
El mito y el hombre es un texto temprano (1938) en la obra de Roger Caillois. Se trata de una recopilación de ensayos bien entrelazados entre sí, que continúa las intuiciones de Henri Bergson respecto al mito como una virtualidad de la experiencia que viene a suplir la función del instinto de los animales. A través de una serie de ensayos va relacionando los distintos automatismos animales con los mitos sociales, desde el mimetismo de los insectos hasta el sadismo sexual y el antropomorfismo de la mantis religiosa.
Aborda asimismo la literatura como conformadora de mitologías modernas, poniendo como ejemplo el París subterráneo imaginado por los novelistas del siglo XIX.

## Influencia del texto
El texto anticipa ideas que posteriormente se asentaron en la filosofía francesa de las décadas siguientes:
- En el texto dedicado a la mantis religiosa se observa una coincidencia entre las ideas de Caillois y las de Georges Bataille, así como un desarrollo de la idea del erotismo, que será sistematizada por este último autor en el año 1957 ("El Erotismo").

- El análisis de la actualidad del mito fue continuado desde otro enfoque por Roland Barthes en sus "Mitologías" (1957).

## Ediciones en español
El texto está disponible en español en la colección Breviarios del Fondo de Cultura Económica.
- Datos: Q5825789